# 新榮記

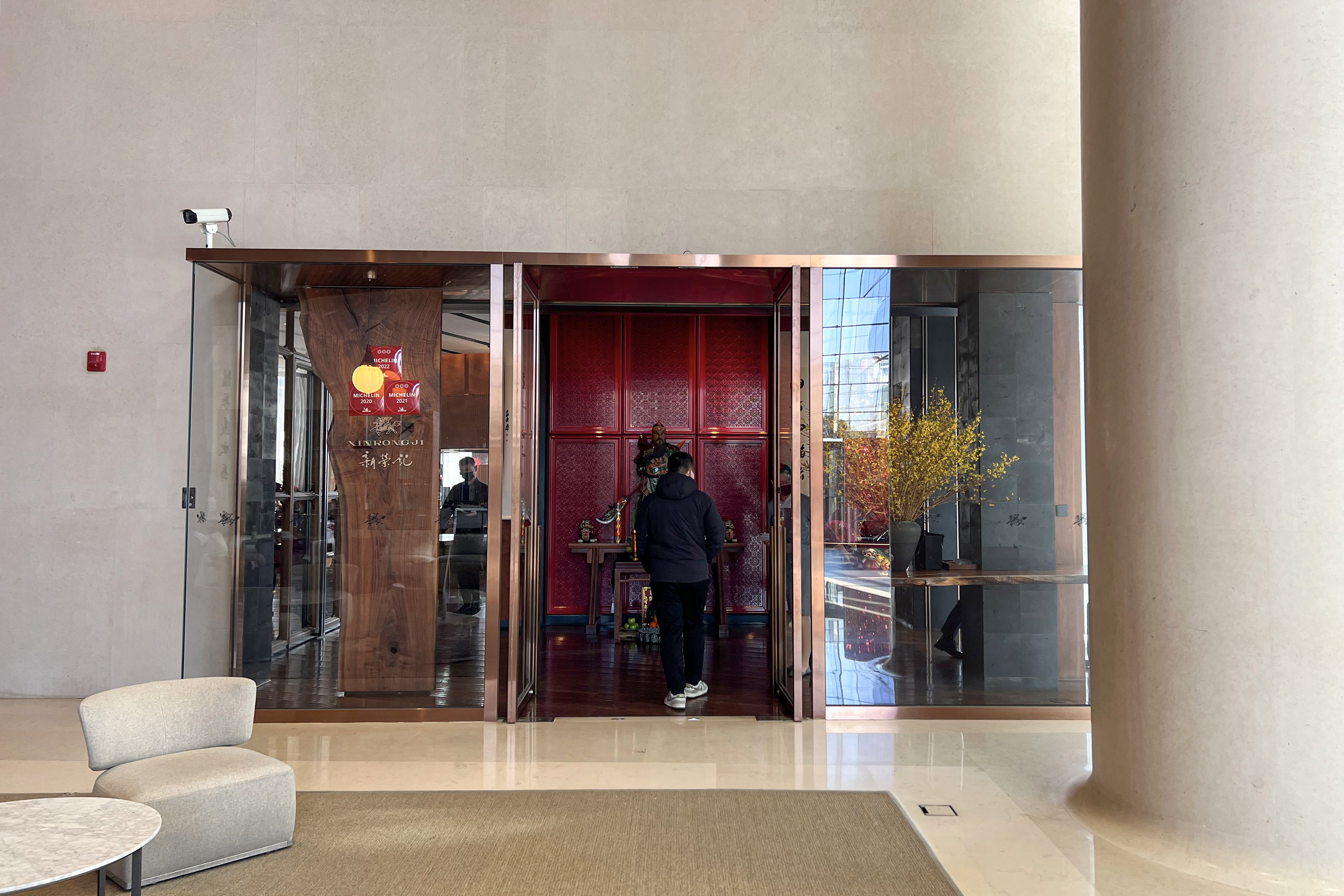
新荣记北京新源南路店（位于启皓北京）

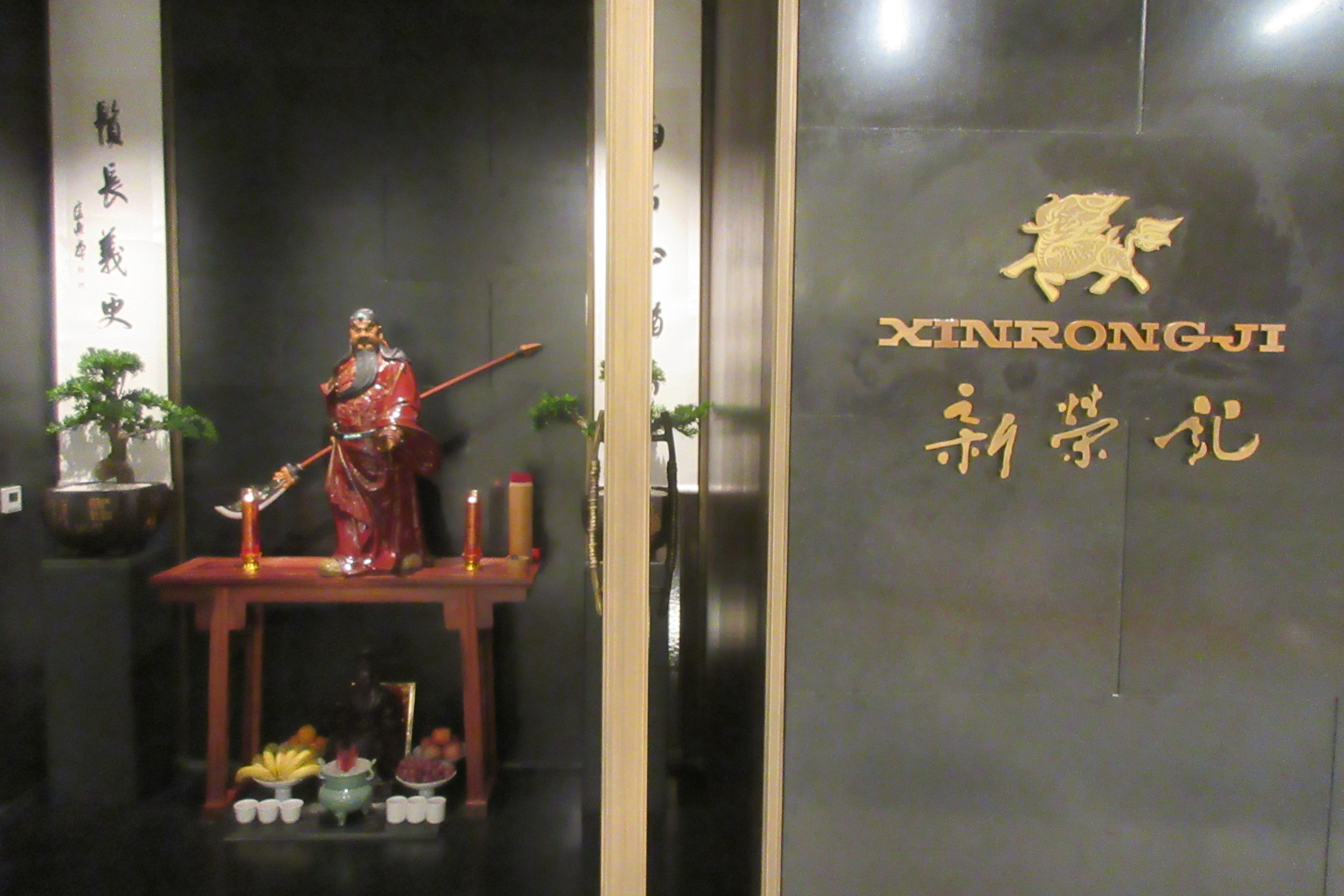
新荣记深圳平安金融中心商場分店

新荣记餐饮管理集团為中國大陸一間連鎖中菜飲食集團，於1995年創立，創始人為張勇。餐饮以主营台州地方菜餐厅为主，并设有自家农场、海产基地、果园以及员工培训学校——新荣记企业大学。新荣记最初为位于浙江临海老城区的一家海鲜大排档。
历经扩张后企業業務遍布杭州、上海、北京、深圳、香港、東京等，旗下多間包括“新榮記”、“京季”、“芙蓉无双”在内的数家餐廳獲《米芝蓮指南》評級為星級餐廳：2021年，新荣记旗下品牌的8家门店共获得了12颗米其林星，仅次于卢布松、艾伦·杜卡斯和皮耶·加尼葉。

## 新荣记

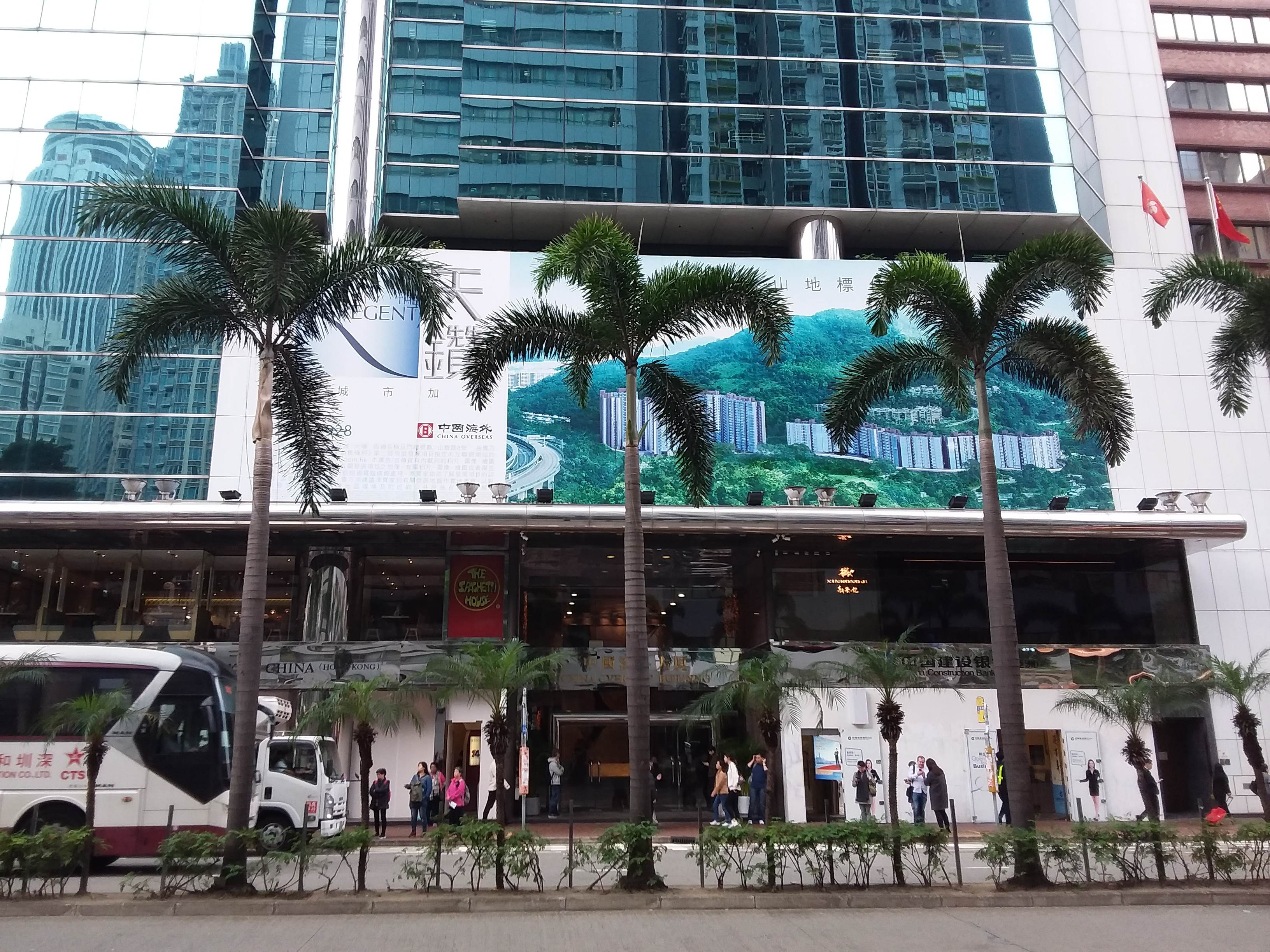
位于香港灣仔中國海外大廈的新荣记香港分店

1989年，当地企业家张勇因喜欢吃温州海鲜，为避免每次驱车往来温州交通不便，便在临海市区开设了一家大排档以招呼朋友，售卖温州海鲜料理。1995年，张勇决定扩大规模，模仿珠三角地区将大排档升级为酒楼。起名时最初命名为“勇记”，最后采用“新荣记食府”，为当地方言同音字，以制作粤菜为主。
1998年，新荣记在临海东湖开设第一家分店，并于2002年在杭州开设分店。从这时开始，新荣记逐渐转为烹饪高端台州地方菜为主。其上海和北京分店则分别开设于2010年和2012年。2016年，位于上海的分店获得米其林一星，为新荣记首次入选米其林指南。2018年，新荣记在香港湾仔开设境外首家餐厅，并于开业当年便获得米芝莲一星。
2019年新荣记北京新源南路分店入选米其林三星餐厅，为北京第一家米其林三星餐厅。
新荣记在海外的第一家分店——日本东京门店于2024年2月28日开业，位于港区赤坂。
新荣记的特色菜包括“家烧鱼”、“黄金脆带鱼”、“沙蒜烧豆面”等。

## 旗下品牌
除新荣记外，集团还设有以下面向中高端客户的品牌：
- 荣小馆
- 荣记火锅
- 荣庄
- 荣府家宴
- 荣叔
- 荣叔黄鱼面
- 芙蓉无双
- 京季
- 荣村
- 荣记95

其中“京季”主打南派官府菜，位于北京金融街丽思卡尔顿酒店，于2021年起被评为米其林二星；“芙蓉无双”位于北京，为湘菜餐厅，于2022年起被评为米其林一星。